# دارين شو
دارين شو (بالإنجليزية: Darren Shaw)‏ هو لاعب دوري الرغبي أسترالي، ولد في 5 أكتوبر 1971.